# گلاتولوگ
گلاتولوگ (به آلمانی: Glottolog) یک پایگاه اطلاعات کتابشناختی از زبان‌های کمتر شناخته شده در جهان است. این پایگاه داده، نخستین‌بار توسط مؤسسه ماکس پلانک در امور انسان‌شناسی فرگشتی در لایپزیگ آلمان توسعه و نگهداری شد. از سال ۲۰۱۵ مؤسسه ماکس پلانک در امور علوم تاریخ انسان در ینا آلمان کار توسعه و نگهداری این پایگاه اطلاعات را انجام می‌دهد.
گلاتولوگ فهرستی از زبان‌ها و خانواده‌های زبانی و پایگاه اطلاعاتی از زبان‌های کمتر صحبت شده در جهان را ارائه می‌کند. این فهرست از چند جهت با فهرست اتنولوگ فرق دارد: ۱) فهرست گلاتولوگ تلاش می‌کند تنها زبان‌هایی را بپذیرد که ویراستارهای آن، وجود و مجزا بودن آنها را تأیید کنند. زبان‌هایی که قابل تأیید نیستند اما منابع دیگر آنها را تأیید کرده‌اند به نام «جعلی» یا «تایید نشده» شناخته می‌شوند. ۲) گلاتولوگ تلاش می‌کند تنها زبان‌هایی را به عنوان خانواده‌های زبانی دسته‌بندی کند که قابل تأیید باشند، و اطلاعات کتابشناختی آنها فراهم باشد (به ویژه برای زبان‌های کمتر شناخته شده)، و ۳) تا حد محدودی، بر پایه منابعی که از آنها استفاده می‌کنند نام‌های جایگزین، فهرست شده باشند. نام زبان‌های مورد استفاده، از پایگاه‌های اطلاعات کتابشناختی بر پایه ایزو ۳–۶۳۹ و استاندارد خود گلاتولوگ (گلاتوکد) گرفته می‌شوند. به غیر از یک نقطه روی نقشه به عنوان مرکز جغرافیایی هر زبان، هیچ اطلاعات مردم‌نگاری یا جمعیت‌شناسی فراهم نمی‌شود. برای آگاهی از اطلاعات مردم‌نگاری یا جمعیت‌شناسی باید به پیوندهای (لینک‌های اینترنتی) ارائه شده به وبگاه ایزو مراجعه کرد.
در سال ۲۰۱۳ ویرایش ۲٫۲ پایگاه اطلاعاتی گلاتولوگ به صورت برخط و با اجازه‌نامه کرییتیو کامنز ۳ منتقل نشده منتشر شد. ویرایش ۲٫۴ در سال ۲۰۱۵ و ویرایش ۳ در سال ۲۰۱۷ منتشر شد.

## خانواده‌های زبانی
گلاتولوگ محافظه‌کارتر از دیگر پایگاه‌های اطلاعات کتابشناختی برخط در انگاشتن زبان‌ها در یک گروه یا خانواده زبانی است. اما برای نامیدن زبان‌های دسته‌بندی نشده به عنوان زبان تک‌خانواده، آزادتر است. ویرایش ۲٫۴، ۴۲۵ خانواده زبان گفتاری از جمله زبان‌های تک‌خانواده و ۷۵ خانواده زبان اشاره فهرست می‌کند.
کریولها با زبانی دسته‌بندی می‌شوند که واژگان پایه خود را تأمین می‌کنند.
به غیر از زبان‌هایی که به عنوان خانواده زبانی شناخته شده‌اند گلاتولوگ، ۷۹ پیجین (از جمله یک پیجین اشاره‌ای)، ۲۴ زبان ترکیبی، ۸ زبان فراساخته، ۹ گونه کاربردی (شامل ۳ سامانه اشاره‌ای کمکی)، ۱۱۸ زبان تأیید شده ولی دسته‌بندی نشده (شامل ۲ زبان اشاره)، ۶۱ زبان تأیید نشده، و ۲۷۰ زبان بدلی (مانند زبان‌های بی‌استفاده ایزو و ۳ زبان اشاره) را با هدف کتاب‌داری در بر می‌گیرد.